# Корривертон
Корривертон (англ. Corriverton) — місто в регіоні Східний Бербіс-Корентайн в Гаяні, найсхідніше поселення країни. 

## Географія
Знаходиться в гирлі річки Корантейн, навпроти міста Ньїв-Ніккері (Суринам), з яким він сполучений поромною переправою із Зейддрайна. Місто розташоване за 145 км на південний схід від столиці країни, Джорджтауна.

### Клімат
Місто знаходиться у зоні, котра характеризується вологим тропічним кліматом. Найтепліший місяць — вересень із середньою температурою 27.8 °C (82 °F). Найхолодніший місяць — січень, із середньою температурою 26.3 °С (79.3 °F).
| Клімат Корривертона (Скелдон) | Клімат Корривертона (Скелдон) | Клімат Корривертона (Скелдон) | Клімат Корривертона (Скелдон) | Клімат Корривертона (Скелдон) | Клімат Корривертона (Скелдон) | Клімат Корривертона (Скелдон) | Клімат Корривертона (Скелдон) | Клімат Корривертона (Скелдон) | Клімат Корривертона (Скелдон) | Клімат Корривертона (Скелдон) | Клімат Корривертона (Скелдон) | Клімат Корривертона (Скелдон) | Клімат Корривертона (Скелдон) |
| Показник                      | Січ.                          | Лют.                          | Бер.                          | Квіт.                         | Трав.                         | Черв.                         | Лип.                          | Серп.                         | Вер.                          | Жовт.                         | Лист.                         | Груд.                         | Рік                           |
| Середня температура, °C       | 26,3                          | 26,5                          | 26,7                          | 26,9                          | 27                            | 26,9                          | 26,8                          | 27,4                          | 27,8                          | 27,7                          | 27,4                          | 26,7                          | 27                            |
| Норма опадів, мм              | 177.8                         | 112                           | 119.5                         | 164.7                         | 252                           | 280                           | 239.4                         | 156.3                         | 70.9                          | 64.2                          | 90.3                          | 182.9                         | 1910                          |
| Днів з опадами                | 21,5                          | 14,3                          | 14,9                          | 16,8                          | 24,8                          | 22,2                          | 24,7                          | 17,3                          | 11,8                          | 11,9                          | 15,1                          | 20,9                          | 216,2                         |
| Вологість повітря, %          | 70.7                          | 67.5                          | 67.5                          | 69.8                          | 73.7                          | 75.1                          | 73.2                          | 70.1                          | 67.9                          | 68.1                          | 69.8                          | 71.7                          | 70.4                          |
| ----------------------------- | ----------------------------- | ----------------------------- | ----------------------------- | ----------------------------- | ----------------------------- | ----------------------------- | ----------------------------- | ----------------------------- | ----------------------------- | ----------------------------- | ----------------------------- | ----------------------------- | ----------------------------- |
| Джерело: Weatherbase          |                               |                               |                               |                               |                               |                               |                               |                               |                               |                               |                               |                               |                               |

## Історія
Корривертон походить від об'єднання двох містечок, Спринглендса і Скелдона, а також кількох сіл, які були названі або пронумеровані на честь цукрових плантацій, якими володіла компанія Bookers.
На 2002 рік населення складало 11 574 осіб. У місті у великій кількості разом живуть індуїсти, християни та мусульмани.
З 2018 року, мер міста — Вінстон Робертс (англ. Winston Roberts)

## Інфраструктура
У зв'язку з безліччю сповідуваних релігій у місті, тут є багато мечетей, церков та індуїстських храмів.
З готелів у місті можна виділити Paraton Inn, Mahogany Hotel, Riverton Suites, Hotel Malinmar, Swiss Guest House і безліч інших.
З 1998 року, поромна переправа CANAWAIMA з'єднує Молсон-Крик, селище за 10 км на південь від Корривертона, з Зейддрайном в Суринамі. Це єдиний законний зв'язок між країнами.
Місцеві таксі звуться «тапірами». Вони є місцевою інтерпретацією філіппінських джипні та індійських моторікш, оскільки водії «тапірів» люблять їх усіляко прикрашати.